# Годвін (Північна Кароліна)
Годвін (англ. Godwin) — місто (англ. town) в США, в окрузі Камберленд штату Північна Кароліна. Населення — 128 осіб (2020).

## Географія
Годвін розташований за координатами 35°12′47″ пн. ш. 78°40′36″ зх. д. / 35.21306° пн. ш. 78.67667° зх. д. (35.212942, -78.676566).  За даними Бюро перепису населення США в 2010 році місто мало площу 1,34 км², з яких 1,34 км² — суходіл та 0,00 км² — водойми.

## Демографія
Згідно з переписом 2010 року, у місті мешкало 139 осіб у 54 домогосподарствах у складі 42 родин. Густота населення становила 104 особи/км².  Було 60 помешкань (45/км²).
Расовий склад населення:
| - 70,5 % — білих - 27,3 % — чорних або афроамериканців - 0,7 % — азіатів |

До двох чи більше рас належало 1,4 %. Частка іспаномовних становила 0,0 % від усіх жителів.
За віковим діапазоном населення розподілялося таким чином: 20,1 % — особи молодші 18 років, 61,9 % — особи у віці 18—64 років, 18,0 % — особи у віці 65 років та старші. Медіана віку мешканця становила 43,8 року. На 100 осіб жіночої статі у місті припадало 73,8 чоловіків;  на 100 жінок у віці від 18 років та старших — 79,0 чоловіків також старших 18 років.
Середній дохід на одне домашнє господарство  становив 42 904 долари США (медіана — 35 417), а середній дохід на одну сім'ю — 49 108 доларів (медіана — 36 667). За межею бідності перебувало 20,7 % осіб, у тому числі 51,6 % дітей у віці до 18 років та 9,8 % осіб у віці 65 років та старших.
Цивільне працевлаштоване населення становило 51 особа. Основні галузі зайнятості: публічна адміністрація — 25,5 %, роздрібна торгівля — 17,6 %, транспорт — 15,7 %.